# General Rojo
General Rojo es una localidad del extremo norte de la provincia de Buenos Aires, Argentina, perteneciente al partido de San Nicolás.

## Ubicación
Se ubica en el km 17,5 de la RN 188 entre las ciudades de San Nicolás de los Arroyos y Pergamino. A 89 km de Rosario y a 241 km de la Ciudad Autónoma de Buenos Aires, con las cuales tiene muy buena conectividad al situarse a solo 11 km de la Autopista que une la Capital Federal con la ciudad santafesina. Por caminos rurales, para el norte, se puede llegar al Oratorio Morante (en Provincia de Santa Fe) distante solo 8 Kilómetros al cruzar el Arroyo del Medio; Para el sur también por caminos de tierra había conexión con la localidad de La Violeta (Partido de Pergamino), pero desde hace unos años el famoso "Puente Roto", a 12 km de Rojo,impide el paso por sobre el arroyo Ramallo.
Al oeste se encuentra el Arroyo del Medio que fija el límite con la provincia de Santa Fe, al este el arroyo Ramallo que fija el límite con el partido de Ramallo, al norte el límite se encuentra en el camino denominado "La Verde" que la separa de Campos Salles y al sur limita con la localidad de Erézcano.
Cartel vial: tanto desde el norte como desde el sur General Rojo carece de carteles viales que indiquen el ingreso al pueblo desde 1995, a pesar de los variados reclamos a los distintos concesionarios de peaje, sin embargo en ambos triángulos de ingreso desde la década de 1990 existen dos arcos que indican el nombre del pueblo.

## Historia
Para 1790 funcionaba en la zona la denominada "Posta de Gallegos", por la misma pasaron en el invierno de 1806 el destituido Virrey de Sobremonte y sus tropas, cuando iban camino a Córdoba, de modo de evitar el Camino Real y la ya existente San Nicolás De Los Arroyos.
Hay registros (1820-1830) de viajes de cacerías que organizaban por la zona residentes nicoleños en campos de las familias Ugarte y Ezcurra; en la zona donde hoy levanta General Rojo había tres aljibes y un ombú donde se descansaba.
La Escuela Primaria N.º 13 General San Martín data de 1880, es decir es anterior a la fundación del poblado pero en zona rural cercana. 
La estación del ferrocarril, es el primer hecho histórico que habla de la instalación de la población, si bien la casa de los peones de Eduardo Rojo se encontraba allí, con anterioridad a 1883. En dicho año se inicia la construcción del galpón del ferrocarril (hoy desaparecido) y de la estación que recibió por nombre "Estación Rojo". La Inauguración fue el 3 de febrero de 1884. En ese momento tenía 360 habitantes.
General Rojo fue fundado el 10 de abril de 1890 (135 años) por Melitón Cernadas (conforme el acta guardada en el Archivo General de la Nación) en terrenos donados por el General Anselmo Rojo, militar destacado en la campaña del desierto y con un paso fugaz por la gobernación de Salta y Tucumán. En las primeras épocas se lo conocía como Pueblo Cernadas (de hecho así figura en algunos mapas de GPS actuales), pero desde el 30 de marzo de 1914 fue llamado oficialmente "General Rojo".Desde 1886, Cernadas ocupaba una banca en el Concejo Deliberante de San Nicolás de los Arrollos.
La Capilla de Nuestra Señora del Carmen fue bendecida en 1885, y es la que hoy es parroquia de la zona bajo la misma patrona. La capilla Original se quemo por completo en 1932 y se reconstruyó con la estructura que existe en la actualidad. 
El tren circuló solo hasta 1961, debido al Plan Larkin, durante la presidencia de Arturo Frondizi; y se intentó explicar que perdió relevancia al pavimentarse en 1931 la ruta de San Nicolás con Pergamino (primer tramo pavimentado en el país que unía dos puntos del interior).
La Escuela Secundaria N.º 1 Manuel Belgrano empezó a funcionar en 1972. También hay un Jardín de Infantes N.º 907 "Anselmo Rojo" y un Centro de Formación Profesional de UATRE. 
Consta de tres Clubes: el Club Atlético Defensores de Mataderos, el Club Boulevard y el Club Social Democrático. Tiene un equipo de fútbol, fusión de los tres clubes mencionados, denominado General Rojo Unión Deportiva que ha participado en varias oportunidades del Torneo del Interior C y B. Participó en la Copa Argentina donde nunca paso la primera fase. Esta unión de clubes existió en la decáda del 30 y permitió ganarla liga nicoleña en 1938.
El Cementerio data de 1921 y se encuentra a 2 km del ejido urbano, en el mismo se filmó un documental para el programa televisivo "La Aventura del Hombre" el 13 de diciembre de 1990.
El 5 de noviembre de 1983  se crea Radio Rojo  primero como circuito cerrado por cable y en 1990 ya como frecuencia de FM con el nombre de Radio Rojo 2000.
En 1986 el por entonces Intendente José María Díaz Bancalari inaugura nuevas luminarias en Barrios Mataderos y Silencio.
En enero de 1991 empieza  a funcionar TVcable 10, circuito cerrado local, el cual contaba originalmente en su grilla con 10 canales y justamente el número 10 era el canal local con producciones propias, que con los años subieron en cantidad y calidad.
En junio de 1993 se habilita el telediscado nacional por la empresa Telecom y en noviembre de 1994 la red de gas queda habilitada por la empresa Litoral Gas.
El campamento de la Cooperativa eléctrica es un moderno complejo reinaugurado en enero de 1997 y que congrega muchos visitantes en verano, incluso de localidades vecinas.
Himno a General Rojo: data 1965, escrito por Nelfor Pellegrini, su fragmento más tradicional dice "Rojo pueblito donde he nacido, pequeña patria del corazón".
En la década de 2010 se completa la pavimentación total del pueblo.

## Economía
La economía del poblado tiene dos pilares fundamentales: la agricultura, con varios productores de soja (está dentro de la denominada "Zona Núcleo") y otros cultivos, y por otro lado una parte importante de la población trabaja en la ex SOMISA o en prestadoras de dicha empresa. Algunos pocos que se dedican a la producción de ganado vacuno y porcino. Las tres Cooperativas locales (agrícola, agua y electricidad) también generan mano de obra.
En 2019 se anunció la construcción de un gasoducto de más de mil kilómetros de extensión para llevar gas desde la cuenca de Vaca Muerta a CABA, teniendo paso por las localidades de Salliqueló y General Rojo.

### Central Térmica
En julio de 2016, sobre el km. 16 de la Ruta Nacional N.º 188 empezó la construcción de la Central Térmica "General Rojo", situada en un predio de 12 hectáreas, a cargo de la empresa MSU Argentina. Su suministro de gas proviene del gasoducto troncal de Transportadora de Gas del Norte S.A. (TGN).En 2020 se anunció la ampliación de su capacidad y la operación en ciclo combinado.

### Población
Los primeros pobladores habitaban la llamada campaña o cuartel, es decir la zona rural; muchos de ellos descendientes de españoles o bien criollos, y hay quienes afirman que todavía sobrevivían algunos descendientes de pueblos originarios aunque se desconoce cuáles. Los pobladores descienden mayormente de inmigrantes italianos y españoles que llegaron a fines del siglo XIX y principios del siglo XX; a la par de estos no podemos dejar de mencionar a los franceses, alemanes y algunos sirio-libaneses. Posteriormente algunas familias chilenas también se establecieron. El pueblo se fue extendiendo alrededor de la estación de tren (hoy abandonada). Al tratarse de una población pequeña, todas las familias se conocen entre sí. 
La población vivió en un marcado declive desde 1980 cuando había llegado a superar los 3000 habitantes, aunque la conectividad con la cercana San Nicolás, sumado la tranquilidad pueblerina ha hecho que últimamente muchas familias regresen a General Rojo. En 2019 el barrio abierto a la vera de la Ruta Nacional 188 ya esta habilitado, lo que hace promisorio el futuro de la localidad en lo que refiere a la densidad poblacional. La estimación actual previa al censo de 2020, es que General Rojo supera los 2800 habitantes.
Oficialmente Cuenta con 2,464 habitantes (Indec, 2010), lo que no representa cambio significativo frente a los 2,466 habitantes (Indec, 2001) del censo anterior.  
| Gráfica de evolución demográfica de General Rojo entre 1960 y 2010 |
|                                                                    |
| Fuentes: INDEC                                                     |

### Barrios
- Mataderos
- Boulevard
- Silencio
- Centro
- Stella Maris del otro lado de la ruta Nacional 188.

Es la segunda localidad del interior del partido de San Nicolás, luego del conglomerado de La Emilia y sus tres villas (Campi, Ricchio y Canto) que superan los 5000 habitantes.
De acuerdo al último censo INDEC 2010 el nivel de analfabetismo es de 0% y en todos los hogares se cuenta con agua potable, cloacas, electricidad y gas natural. El 86% de los hogares tienen TV por Cable, el 57% posee telefonía fija y en el 72% existe por lo menos una PC. El Servicio de telefonía celular es óptimo por contar con una celda (antena) en la entrada del pueblo. La calidad del agua corriente de red (proveniente de pozo de la Cooperativa) es muy buena/óptima de acuerdo al organismo provincial de control del agua. El pueblo cuenta con guardia médica permanente y ambulancia de última generación. 

### Lugares de culto
Parroquia Católica, Templo Evangélico, Salón del Reino de los Testigos de Jehová. Han habitado la localidad algunas personas que practicaron las religiones musulmana y judía.

### Clubes
- Club Atlético Defensores de Mataderos
- Club Boulevard
- Club Social Democrático
- General Rojo Unión Deportiva

## Geografía
Se ubica dentro de la pampa húmeda sin relieves significativos con leve inclinación al sur.

### Clima
El clima es templado y húmedo por la cercanía al río Paraná y a los arroyos Del Medio, De Los Chanchos y Ramallo, siendo la localidad el punto más alto del partido de San Nicolás con 118 m s. n. m. De noviembre a finales de marzo el clima es caluroso y con un régimen de lluvias abundante. Julio es el mes más frío cuando se registran las mayores heladas. La temperatura promedio anual es de 15,3 °C, la mínima extrema registrada fue de -9,2 °C en julio de 1962 y la máxima de 43,7 °C en enero de 1957. La Humedad relativa promedio es del 76 %. Las lluvias promedian históricamente los 976 mm, aunque estos valores han sido superados ampliamente en el quinquenio 2011-2016.
A través del Plan Quinquenal, en 1948 se plantó el monte de eucaliptos en terrenos federales; que se extiende a la par del pueblo protegiéndolo de los vientos que soplan del oeste.
Se tienen registros de nevadas en seis oportunidades: 1903, 1918, 1945, 1962, 1973 y la última el 9 de julio de 2007.
En 1966 se produjo una gran inundación que anegó el pueblo por completo. Y el 20 de enero de 1990 un fuerte tornado dejó importantes daños materiales.
Entre el 2 y el 3 de febrero de 2014 cayeron 324 milímetros de agua (récord absoluto registrado para el lapso de 48 horas) y un 25% de las casas de General Rojo sufrieron anegaciones totales o parciales.

## Hechos destacables
En noviembre de 1903 en la revista "Caras y Caretas" de alcance nacional, se menciona a General Rojo como parte de una celebración de la colectividad italiana de la calle Calabria siendo la misma la primera referencia al pueblo en un medio periodístico.
El 14 de septiembre de 1923 se instala en la cantina del Club Social, el primer aparato radiofónico acontecimiento que acaparó la atención de todo General Rojo y de pueblos vecinos que acudieron para escuchar el relato de la pelea boxística entre Firpo y Dempsey (con periodistas desde Buenos Aires, leyendo los cables de ese momento).
El 30 de octubre de 1938 el representativo local ganó por primera vez la liga nicoleña de futbol, hecho que se repetiría recién en la década del 2000 y siguientes, con 4 títulos más bajo la denominación  General Rojo Unión Deportiva. 
El 25 de octubre de 1962 pasó por General Rojo el VIII Gran Premio Argentino Histórico organizado por el Automóvil Club Argentino, en el paso por la localidad, las suecas Ewy Rosqvist (n. 1929) y su copiloto Ursula Wirth a bordo de un Mercedes Benz 300 SE, tuvieron un despiste y terminaron pasando por el centro de la localidad, esto no impidió que las mismas ganaran la etapa y finalmente la carrera general.
El 2 de abril de 1983 se inaugura, a instancias de una comisión formada al efecto por Antonio Aydar, Oscar Miguel Gascón, Azdrugal Guelpo Levato, Ofredi, Cayetano Octaviano, Osvaldo Paganini y Pedro Girardi, entre otros, el primer monumento a los caídos en la guerra de Malvinas, siendo el primero de este tipo en el país, dicho monumento fue bendecido por el padre Rául Acosta y por el obispo monseñor Castagna. El mismo día una calle de la localidad se pasó a llamar Martín Ricarte en homenaje a un rojeño que falleció en el hundimiento del Crucero General Belgrano. Un tiempo antes la calle que corre en paralelo al monte de eucaliptos y a la RN 188 pasó a llamarse "Islas Malvinas".
El sábado 6 de mayo de 1989 se produjo la mayor goleada registrada en la historia de la liga nicoleña de futbol, cuando la séptima división (nacidos en 1975 y 1976) del club Boulevard de Rojo perdió 16 a 0 con el club 12 de octubre de San Nicolás. La formación de la séptima de Boulevard fue con: A. Levato; M. Paganini, C. Amen, F. Paganini, M. Feroci; A. Ferreyra, D. Lopéz, J.J. Angel; J. Aydar, H. Branchini, J. Calviello.
Entre el 17 y 24 de enero de 2005, el nativo de General Rojo, Jesús Aydar, completó a lomo de mula y en la modalidad sin ayuda externa, el Cruce de Los Andes completando 210 km en solo 7 días saliendo de Mendoza (Capital) y llegando a Chile.
Dakar 2011: la Edición 2011 de la competencia automovilística internacional pasó por General Rojo, en la zona de espectadores preestablecida y denominada "Cementerio-Gasoducto-Campo Nadalmay-Camping" se estimó que unas 7000 personas se hicieron presente el 15 de enero para presenciar tal excepcional espectáculo. Ese día la temperatura trepo hasta los 37,5.º
En 2013 un relevamiento llevado a cabo por una ONG ambiental en el monte de eucaliptos lindante a la localidad, pudo contabilizar 57 especies de aves distintas entre locales y migratorios. Cabe destacar que del mismo relevamiento surge un dato muy positivo, cual es que no se hallaron ejemplares del roedor Calomys musculinus que causa fiebre hemorrágica argentina o "mal de los rastrojos".
Dakar 2015: el domingo 4 de enero la primera etapa cronometrada fue entre Baradero y General Rojo, todo dentro de la provincia de Buenos Aires, con una temperatura 28,5° de máxima, unas 12.000.- personas se agolparon la vera de los campos entre la denominada "2° Cuatro Esquinas" y el Campin de General Rojo, donde funcionó el campamento del Dakar. La última etapa, llevada a cabo el 17 de enero, recorrieron el sentido inverso, es decir, General Rojo - Baradero.
El 28 de diciembre de 2023: General Rojo Unión Deportiva, por quinta vez en su corta historia, sale campeón de la primera división de la Liga Nicoleña de Futbol, al ganarle 2 a 0 a La Emilia F.C., con goles de Nestor Tilli y Joaquín Gascón con más de 16.000 espectadores presentes en el Estadio único de San Nicolás. La fiesta se prolongo a la madrugada del día 29 en todo General Rojo.

## Parroquias de la Iglesia católica en General Rojo
| Diócesis  | San Nicolás de los Arroyos |
| --------- | -------------------------- |
| Parroquia | Nuestra Señora del Carmen  |